# Araneus texanus
Araneus texanus là một loài nhện trong họ Araneidae.
Loài này thuộc chi Araneus. Araneus texanus được miêu tả năm 1951 bởi Archer.